# Vilanci
Vilanci is een plaats in de gemeente Veliko Trgovišće in de Kroatische provincie Krapina-Zagorje. De plaats telt 126 inwoners (2001).